# Микитенко Юлія Миколаївна
Миките́нко Юлія Миколаївна (нар. 18 липня 1995, м. Київ, Україна) — військовослужбовиця Збройних сил України, учасниця російсько-української війни, кавалерка ордену Богдана Хмельницького III ступеню та ордену «За мужність» III ступеню,, активістка громадянського руху «Відсіч» та громадської організації «Жіночий ветеранський рух».

## Біографія

### Ранні роки
Народилася 18 липня 1995 року в Києві. Її батьки познайомились працюючи в пункті обміну валют: мама касиркою, а батько охоронцем. В дитинстві Юлія мріяла стати синхронною перекладачкою. В 2012 році поступила до Національного університету «Києво-Могилянська академія», який закінчила в 2016 році за спеціальністю філологія.
Під час Євромайдану була у «Жіночій чоті» 16-ої сотні Самооборони Майдану. Разом з іншими студентами НаУКМА ходила на демонстрації до університетів по всьому Києву, закликаючи студентів приєднуватися до протестів. Одразу після Євромайдану брала активну участь в діяльності громадянського руху Відсіч (зокрема у кампанії «Не купуй російське!»), а також займалася розвідкою на основі відкритих джерел: шукала і збирала у Твіттері інформацію про російське військо на території Донецької та Луганської областей. Тим часом, її батько в лютому 2014 року пішов добровольцем до Нацгвардії.

### 54-та бригада
В березні 2015 року познайомилась із військовослужбовцем 54-ої ОМБр Іллею Сербіним, коли батька Юлі, з яким вона тоді жила, попросили взяти його до себе переночувати. Через три місяці вони одружилися. Подружжя вирішило після завершення навчання Юлії у НаУКМА разом піти служити на контракт до 25-го окремого мотопіхотного батальйону «Київська Русь» 54-ої ОМБр (яка тоді воювала на Світлодарській дузі), що вони і зробили 17 липня 2016 року (до цього Ілля воював у цій бригаді як мобілізований).
Іллю після двох місяців служби у штабі, призначили на бойову посаду - розвідника. Юлію же призначили на посаду діловодки у штабі, оскільки на той момент жінкам не можна було обіймати бойові посади. Приблизно рік Юлія служила діловодкою, а потім бухгалтеркою. Навесні 2017 року її, як людину із вищою освітою, відправили на тримісячні офіцерські курси до Національної академії сухопутних військ імені гетьмана Петра Сагайдачного у Львові. По поверненню, її призначили командиркою мотопіхотного взводу, а пізніше командиркою розвідувального взводу (цьому посприяла наявність у неї досвіду збору і аналітики даних). Однак, за словами Юлії, вона стикнулась із сексизмом та скептицизмом щодо того, що "жінка може воювати". Доходило навіть до того, що деякі бійці відмовлялися воювати під командуванням жінки і переводились до інших підрозділів. Їй довелось докласти немалих зусиль щоб добитися поваги і послуху від підлеглих.

### Київський військовий ліцей
22 лютого 2018 внаслідок мінометного обстрілу поблизу смт Луганське в Бахмутському районі її чоловік загинув. Юлія вирішила перевестися на посаду викладачки до Київського військового ліцею імені Івана Богуна. Того ж року до ліцею вперше дозволили поступати дівчатам, і Юлію призначили куратором (командиром взводу) найпершого в історії навчального закладу жіночого класу із двадцяти дівчат. За словами Юлії, вона поставилась до цієї роботи дуже серйозно, оскільки від успішності цього експериментального жіночого класу залежало чи будуть дівчат і далі приймати на навчання до ліцею, і наскільки успішними будуть реформи щодо збільшення кількості і покращення умов для жінок у Збройних силах. Окрім звичайних обов'язків класного керівника, Юлії довелось також займатися і побутовими проблемами свої підлеглих, оскільки ліцей, як і Збройні сили України загалом, був не зовсім пристосований для навчання і проживання дівчат. В 2020 році перейшла до Навчально-оздоровчого комплексу КВЛ, де вона також була кураторкою взводу дівчат.
Вночі 11 жовтня 2020 року її батько, Микола Микитенко, ветеран АТО з Батальйону ім. Сергія Кульчицького НГУ, підпалив себе на Майдані Незалежності в Києві на знак протесту проти політики Президента Володимира Зеленського, яку він вважав капітулянтською. Через три дні, 14 жовтня, він помер від отриманих опіків. Таким чином, вона внаслідок війни втратила і чоловіка, і батька.

### Повномасштабне вторгнення
2 вересня 2021 року покинула Збройні сили України, плануючи продовжити життя у цивільній сфері. Після звільнення з армії, працювала проєктною менеджеркою у правозахисному громадському проєкті «Невидимий Батальйон» та ще в деяких проєктах з реінтеграції ветеранів війни у суспільство, наприклад в ініціативі «Veteranius». Під час її роботи в «Невидимому Батальйоні» ця організація добилася ухвалення закону, який дозволив жінкам-військовослужбовицям обіймати бойові посади.
Мобілізувалася назад до ЗСУ 24 лютого 2022 року, коли почалось повномасштабне російське вторгнення в Україну. Перші декілька місяців вона служила в роті охорони одного із ТЦК в місті Києві, а після звільнення півночі України повернулася до 54-ої механізованої бригади (в якій служила під час АТО), яка тримає оборону у Донецькій області, і там вона є командиркою взводу безпілотних авіаційних комплексів. 14 жовтня 2022 року указом Президента України їй було присвоєно орден «За мужність» III ступеню, а 13 травня 2024 присвоєно орден Богдана Хмельницького III ступеню.

## Галерея

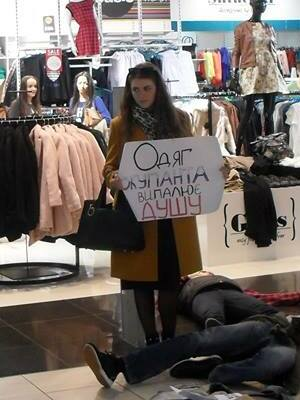
Юлія Микитенко бере участь в акції з бойкоту російських товарів, вересень 2014 року.
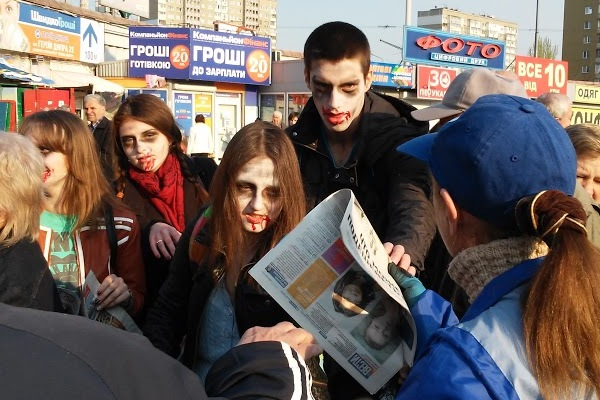
Юлія Микитенко бере участь у театралізованій "зомбі-акції" проти газети «Вєсті», яка, на думку активістів, займалась антиукраїнською пропагандою, квітень 2015 року (друга зліва, у червоному шалику).
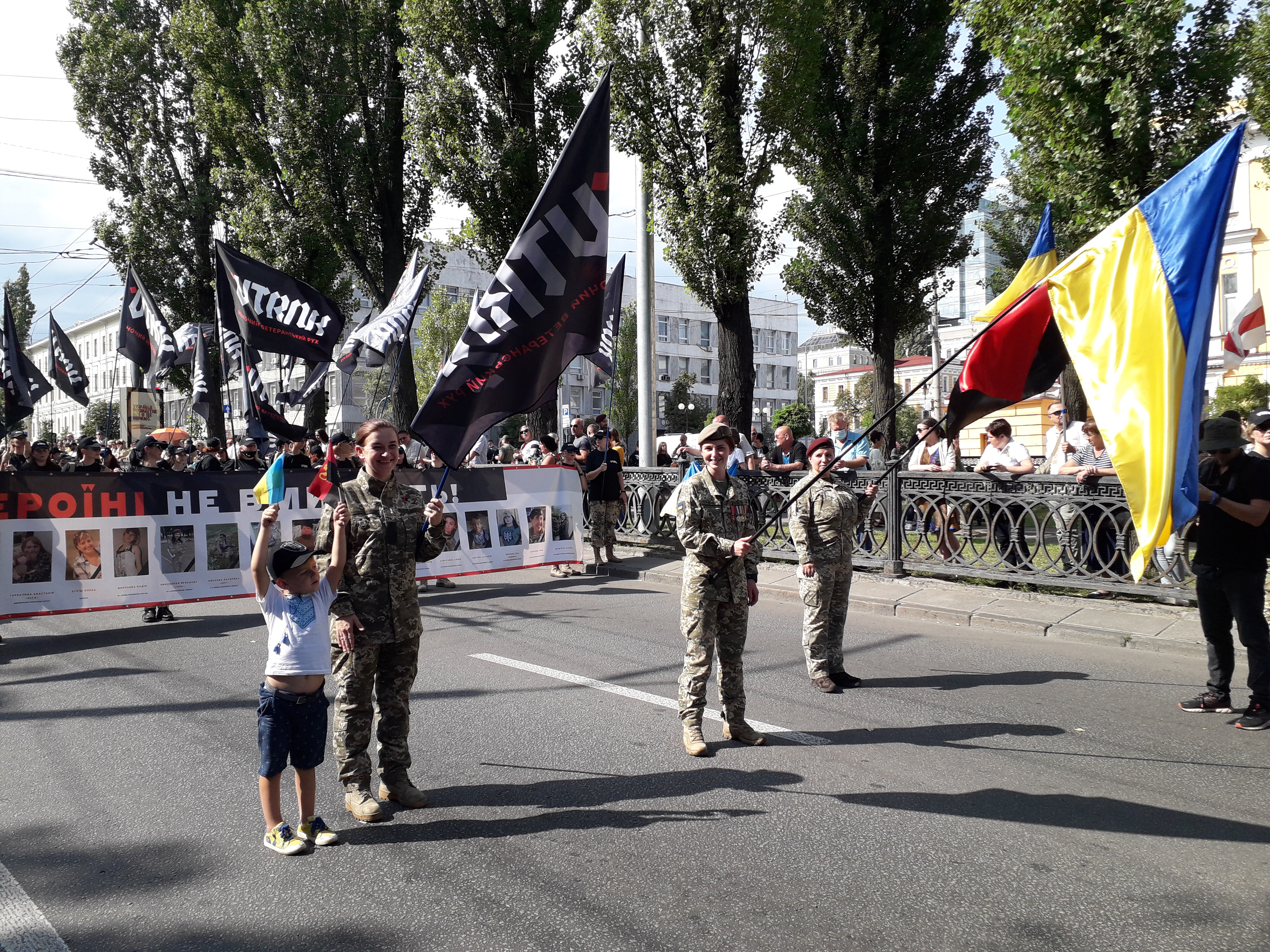
Юлія Микитенко в голові колони «Жіночого ветеранського руху» на неофіційному ("волонтерському") військовому параді до Дня незалежності України 24 серпня 2021 (посередині).